# Лже-Меровинги
К Лже-Меровингам относятся те персонажи, которые иногда появляются в некоторых генеалогических древах Меровингов, о которых имеются неоднозначные или сомнительные сведения о реальности их существования, либо о их принадлежности к меровингской династии.

## Принцы или королевы, придуманные вСредние века
В Средние века учёные не были удовлетворены сухой информацией, содержащейся в сочинениях Григория Турского. Эти авторы начали добавлять новых персонажей в свои истории, мало сообразуясь с истиной реальностью. Все персонажи этого раздела объединяет то, что они не упомянуты каким-либо современным приписываемой им жизнедеятельности документам. Их упоминание есть только в поздних источниках.

### Амалтхида
Амальтильда была дочерью Хильдерика II, короля Австразии, и Билихильды; племянница святого Ниварда, епископа Реймса, вышедшая замуж за Риёля, будущего епископа Реймса (середина VII-го века).
Эти данные можно узнать из Истории Реймсской церкви Флодоарда. Флодоард, вероятно, интерполирует Житие святого Ниварда, который говорит, что у короля франков  Хильдерика была дочь, вышедшая замуж за графа Риёля и что она является племянницей святого Ниварда. Он пытался идентифицировать этого короля Хильдерика с королём Хильдериком II Австразийским, но такая идентификация сталкивается с некоторыми хронологическими и генеалогическими проблемами:
- Согласно Житию, святой Нивард был воспитан при дворе этого короля. Нивард стал епископом в 655 году, а Хильдерик II стал королём только в 662 году.
- Жена Хильперика II - дочь короля Сигиберта III, а это значит, что Нивард как дядя Амальтиды, должен быть меровингом: сыном, либо Сигиберта III, либо сыном Хлодвига II, но такого сына нет ни у того, ни у другого.

Габриэль Тикка идентифицирует этот Хильдерика с другим малоизвестным меровингом: Хильпериком, королём Тулузы, сыном Хариберта II. Скорее всего, средневековые авторы хотели ввести в королевскую родословную некоторое количество святых.

### Ансберт-сенатор
Ансберт был мужем предполагаемой принцессы Блихильды, предполагаемой дочери короля Хлотаря I (497—561) или Хлотаря II (584—629). Согласно нескольким средневековым документам они были бы родителями сына, названного Арноальдом. Первый из таких документов является Commemoratio genealogiae domni Karoli gloriossimi imperatoris, составленный в епископстве Меца в 810 году. Ранние версии этой генеалогии называют отцом Хлотаря I и только к 870 году, вероятно, появляется версия, в которой отцом назван Хлотарь II.
Ансберт возможно реально существовал в действительности. Хотя он не встречается в современных ему документах и его имя приводится составителями Commemoratio genealogiae в конце IX-го века для указания родства Арнульфингов с Меровингами, однако само по себе присутствие имени в генеалогии Арнульфингов, а также корень «Анс» встречающийся среди его предполагаемых потомков, например Анзегизель, делает его существование возможным. Составители вероятно использовали подлинные документы чтобы написать генеалогию, и даже имя Блитильды могло быть реальным, но, желая доказать родство между Меровингами и Каролингами, сделали из неё дочку одного из Хлотарей.
Григорий Турский дает достаточно полный список детей Хлотаря, но Блихильду среди них не называет. Что касается указания, которое делает Блихильду дочерью Хлотаря II, оно хронологически неверно: Арноальд — современник Хлотаря II и, вероятно, был одного с ним возраста, тогда как согласно Commemoratio genealogiae domni Karoli gloriossimi imperatoris он является его внуком.